# Bruno Metsu
Bruno Metsu (Coudekerque-Village, 28 de enero de 1954 - ib., 14 de octubre de 2013) fue un futbolista y entrenador francés.
Desarrolló su carrera como futbolista en la liga francesa y en 1987 debutó como entrenador. Sus mayores éxitos los consiguió fuera de su país: en 2002 destacó como el técnico que clasificó a Selección de fútbol de Senegal para la Copa Mundial de Fútbol de 2002, en la que llegó hasta cuartos de final. Un año después se instaló en Emiratos Árabes Unidos, donde consiguió sus mayores éxitos y ganó una Liga de Campeones de la AFC con el Al Ain.

## Biografía
Metsu comenzó a jugar al fútbol como centrocampista defensivo en el S. C. Hazerbrouck y en 1970 ingresó en las divisiones juveniles del R. S. C. Anderlecht belga. Su debut como profesional fue en 1973, en las filas del Dunkerque, y al año siguiente regresó al Hazerbrouck, en ambos casos en segunda división. Sus actuaciones llamaron la atención del Valenciennes F. C., que le contrató en 1975. Allí asumió la titularidad y compartió plantilla con Didier Six y el camerunés Roger Milla. Tras cuatro temporadas, recaló en 1979 en el Lille. Su carrera terminó en la segunda categoría, donde jugó en el OGC Niza (1981-1983), Roubaix Football (1983-1984) y A. S. Beauvais Oise (1984-1987).
El equipo donde se retiró como jugador fue el que le dio la oportunidad de iniciar su trayectoria en los banquillos. Tras partir como asistente, dirigió al Beauvais Oise desde 1987 hasta 1992 y en ese periodo consiguió llegar a los cuartos de final de la Copa de Francia de 1988. En la temporada 1992-93 debutó en Ligue 1 al firmar por el Lille, un año después regresó al Valenciennes y en 1995 firmó tres temporadas con el C. S. Sedan. Su último club en Francia fue el A. S. Valence (1998-99).
Tras atesorar más de diez años de experiencia en las competiciones internacionales, Metsu se convirtió en el seleccionador nacional de Guinea en 2000. Su etapa allí duró poco, pues en octubre de ese mismo año cambió su destino y se marchó a la selección de Senegal. Para garantizar el éxito, convenció a la diáspora senegalesa que residía en Francia para que representaran a su país de origen, por lo que al combinado se sumaron estrellas emergentes como El Hadji Diouf. Su adaptación fue tan buena que incluso se casó con una senegalesa y se convirtió al islam. El país africano fue finalista de la Copa Africana de Naciones 2002 y consiguió la clasificación para la Copa Mundial de Fútbol de 2002, por primera vez en su historia. Los "Leones de Teranga" fueron una de las revelaciones del torneo: en el partido inaugural vencieron a Francia por 1:0, clasificaron para la fase eliminatoria y llegaron hasta cuartos de final, donde fueron derrotados por Turquía, otra gran revelación del torneo.
Al finalizar el torneo emprendió rumbo a Oriente Medio y se instaló en los Emiratos Árabes Unidos para dirigir al Al Ain, con el que ganó dos Ligas Árabes del Golfo y la primera Liga de Campeones de la AFC en 2003. Después recaló en el Al-Gharafa de Catar, que ganó la liga catarí de 2004-05 sin perder un solo partido y una temporada después consiguió la Copa del Jeque Jassem. Tras marcharse de la entidad por las dificultades que encontró para dirigir en su segundo año, fue contratado por el saudí Al-Ittihad durante un solo mes para conseguir la permanencia en la máxima división.
Metsu regresó a Emiratos Árabes Unidos en 2006 para convertirse en su seleccionador nacional con un contrato que le vinculaba hasta 2010. Los emiratíes ganaron la Copa de Naciones del Golfo de 2007. Sin embargo, el país fue eliminado en la fase de grupos de la Copa Asiática 2007 y el técnico terminó presentando su dimisión el 22 de septiembre de 2008, tras dos derrotas en la fase de clasificación para el Mundial. Tres días después fue contratado como entrenador de Catar, un país que organizaba la Copa Asiática 2011 y que con él llegó hasta cuartos de final. A la conclusión, fue cesado del cargo.
Sus últimos clubes fueron el Al-Gharafa catarí, donde permaneció un año, y el Al Wasl emitarí, donde llegó el 12 de julio de 2012 en sustitución de Diego Armando Maradona. Sin embargo, su etapa allí fue breve: el 26 de octubre de 2012 dimitió después de que se le diagnosticara un cáncer de colon y fue hospitalizado en Dubái. Pese a luchar contra la enfermedad, esta se extendió al hígado y los pulmones. Bruno Metsu regresó a Francia y falleció el 14 de octubre de 2013 a los 59 años. Le sobrevivieron su esposa y sus tres hijos.

## Trayectoria

### Como jugador
| Club                | País    | Año       |
| ------------------- | ------- | --------- |
| U. S. L. Dunkerque  | Francia | 1973-1974 |
| S. C. Hazebrouck    | Francia | 1974-1975 |
| Valenciennes F. C.  | Francia | 1975-1979 |
| Lille O. S. C.      | Francia | 1979-1981 |
| O. G. C. Niza       | Francia | 1981-1983 |
| Roubaix Football    | Francia | 1983-1984 |
| A. S. Beauvais Oise | Francia | 1984-1987 |

### Como entrenador
| Club                          | País                   | Año       |
| ----------------------------- | ---------------------- | --------- |
| A. S. Beauvais Oise           | Francia                | 1987-1992 |
| Lille O. S. C.                | Francia                | 1992-1993 |
| Valenciennes F. C.            | Francia                | 1993-1994 |
| C. S. Sedan Ardennes          | Francia                | 1995-1998 |
| A. S. Valence                 | Francia                | 1998-2000 |
| Selección de fútbol de Guinea | Guinea                 | 2000      |
| Selección de Senegal          | Senegal                | 2000-2002 |
| Al Ain                        | Emiratos Árabes Unidos | 2002-2004 |
| Al-Gharafa                    | Catar                  | 2004-2006 |
| Al-Ittihad                    | Arabia Saudita         | 2006      |
| Selección de Emiratos Árabes  | Emiratos Árabes Unidos | 2006-2008 |
| Selección de Catar            | Catar                  | 2008-2011 |
| Al-Gharafa                    | Catar                  | 2011-2012 |
| Al Wasl                       | Emiratos Árabes Unidos | 2012      |